# Ansongo Airport
Ansongo Airport är en flygplats i Mali.   Den ligger i regionen Gao, i den östra delen av landet, 1 000 km öster om huvudstaden Bamako. Ansongo Airport ligger 251 meter över havet.
Terrängen runt Ansongo Airport är platt. Runt Ansongo Airport är det mycket glesbefolkat, med 6 invånare per kvadratkilometer. Närmaste större samhälle är Ansongo, 4,6 km söder om Ansongo Airport. Trakten runt Ansongo Airport är ofruktbar med lite eller ingen växtlighet.